# Ljudsko-životinjska igra uloga
Ljudsko-životinjska igra uloga u najširem smislu označava sve one situacije u kojima ljudi privremeno preuzimaju ulogu neke stvarne ili fiktivne životinje, odnosno pokušavaju oponošati njeno ponašanje, način kretanja, glasanje i sl. 
U užem smislu se pod time podrazumijeva seksualna igra uloga u kojem jedan od partnera preuzima ulogu domaće životinje odnosno kućnog ljubimca, a drugi partner njegovog ljudskog gospodara. Pod utjecajem engleskog jezika se ponekad za te aktivnosti koristi izraz petplay, ponyplay ili pup-play. Takve aktivnosti se često, ali ne uvijek, vezuju uz BDSM.